# Holčíkovce
Holčíkovce es un municipio del distrito de Vranov nad Topľou en la región de Prešov, Eslovaquia, con una población estimada a final del año 2024 de 419 habitantes.
Se encuentra ubicado en el centro-sur de la región, cerca del río Topľa (cuenca hidrográfica del río Tisza) y de la frontera con la región de Košice.

## Demografía
| Año        | 1994 | 2004 | 2014    | 2024    |
| ---------- | ---- | ---- | ------- | ------- |
| Población  | 470  | 470  | 425     | 419     |
| Diferencia |      | +0 % | −9,57 % | −1,41 % |

| Año        | 2023 | 2024    |
| ---------- | ---- | ------- |
| Población  | 416  | 419     |
| Diferencia |      | +0,72 % |